# Wapen van Linschoten

Wapen van Linschoten

Het wapen van Linschoten werd op 11 september 1816 bevestigd door de Hoge Raad van Adel aan de Utrechtse gemeente Linschoten. Per 1989 ging Linschoten op in de gemeente Montfoort. Het wapen van Linschoten is daardoor definitief komen te vervallen als gemeentewapen.

## Blazoenering
De blazoenering van het wapen luidde als volgt:
Zijnde van keel beladen met eene bande van zilver.
De heraldische kleuren zijn keel (rood) en  zilver (wit). 

## Geschiedenis
Het wapen is een voortzetting van het wapen van de heerlijkheid Linschoten. Deze is weer afkomstig van het geslacht Van Linschoten die sinds de Middeleeuwen het gebied in hun bezit hadden. Gijsbertus Ruscus (1309-1348) voerde het familiewapen als eerste. Ook komt het wapen terug in het wapen van het geslacht Strick van Linschoten dat vanaf 1628 de heerlijkheid Linschoten in hun bezit had.

## Verwante wapens

Wapen van Strick van Linschoten
Wapen van Snelrewaard

Abcoude
· Abcoude-Baambrugge
· Abcoude-Proostdij
· Achttienhoven
· Amerongen
· Benschop
· Breukelen
· Breukelen-Nijenrode
· Breukelen-Sint Pieters
· Bunnik
· Cothen
· Darthuizen
· De Vuursche
· Doorn
· Driebergen
· Driebergen-Rijsenburg
· Everdingen
· Haarzuilens
· Hagestein
· Harmelen
· Hoenkoop
· Hoogland
· Houten
· Indijk
· Jaarsveld
· Jutphaas
· Kamerik
· Kockengen
· Langbroek
· Leersum
· Linschoten
· Loenen
· Loenersloot
· Loosdrecht
· Maarn
· Maarssen
· Maarsseveen
· Maartensdijk
· Mijdrecht
· Nigtevecht
· Noord-Polsbroek
· Odijk
· Oudenrijn
· Polsbroek
· Rijsenburg
· Ruwiel
· Schalkwijk
· Snelrewaard
· Sterkenburg
· Stoutenburg
· Tienhoven
· Vianen 
· Vinkeveen
· Vinkeveen en Waverveen
· Vleuten
· Vleuten-De Meern
· Vreeland
· Vreeswijk
· Waarder
· Waverveen
· Werkhoven
· Westbroek
· Willeskop
· Willige Langerak
· Wilnis
· Zegveld
· Zuilen
· Zuid-Polsbroek